# Prieuré de Chamalières-sur-Loire
Le prieuré de Chamalières-sur-Loire est un ancien prieuré situé en France sur la commune de Chamalières-sur-Loire, dans la région Auvergne-Rhône-Alpes.

## Localisation
L'ancien prieuré est situé dans le département français de la Haute-Loire, sur la commune de Chamalières-sur-Loire, dans l'ancienne région administrative d'Auvergne.

## Historique
Ce prieuré, durant le Moyen Âge, attirait des pèlerins venus vénérer les reliques rassemblées par les prieurs qui érigèrent un établissement d'importance lié à l'abbaye du Monastier. En parallèle à la construction de l'église romane, des édifices monastiques furent élevés, mais les parties romanes de ceux-ci ont été réduites au fil des transformations successives, en particulier aux XIIe et XIIIe siècles. Le cloître date du XIIe siècle, et des vestiges du XIIe siècle, XVIIe et XVIIIe siècles subsistent.

## Protection
Les arcades du cloître du XIIe siècle incluses dans les bâtiments sont classées au titre des monuments historiques par arrêté du 27 février 1963. Tandis que les façades et toitures des bâtiments sont inscrites au titre des monuments historiques par arrêté du 27 février 1963.